# 约翰·里克特霍夫
约翰·里克特霍夫（瑞典語：Johan Richthoff，1898年4月30日—1983年10月1日），瑞典男子摔跤运动员。他曾代表瑞典参加1924年、1928年和1932年夏季奥林匹克运动会摔跤比赛，获得两枚金牌。